# Рачунари за слепе и слабовиде
Рачунари за слепе и слабовиде су сложени уређаји који служе за извршавање математичких или контролних операција које се могу изразити у нумеричком или логичком облику, а намењене су лицима оштећеног вида. Они у складу са савременом рачунарском технологијом и уз помоћ посебно конструисаних и адаптираних компјутерских додатака и софтвера, омогућавају слепим и слабовидим особама да брже и лакше приступе информацијама и тиме остваре бржу и лакшу комуникацију, или радни процес. 
Примена ових рачунара (компјутера) подразумева да лице оштећеног вида, мора прво, да прође кроз стручно вођену наставу да би се припремио да на најефикаснији начин искористи савремена техничка средства која слепим и слабовидим особама, све више и у савременијем облику, стоје на располагању.

## Опште информације
Слепе и слабовиде особе, преко рачунара комуницирају преко стандардног улаза и стандардног излаза тако што се обраћају рачунару уношењем података на тастатури, а рачунар им одговара исписом информације на екрану монитора, које за слабовиде особе на монитору могу бити праћене увећањем исписаних слова, а за слепе у облику Брајевом реда или звучног излаза.
Како главну препреку слепим и слабовидим лицима при раду на рачунару представља чињеница да не могу де користи испис на монитору, осмишљена су два начина прилагођавања исписа на монитору уз помоћ стандардног излаза за слепе особе — Брајев ред и звучни излаз:
Брајев ред
Брајев ред омогућава слепој и слабовидој особи да уз помоћ Брајевог писма чита по реду направљеном од Брајевих ћелија. Екран монитора у текстуалном режиму рада има 25 редова са по 80 карактера. У зависности од броја ћелија корисник може ишчитати део или цео ред приказан на монитору.
Звучни излаз
Звучни излаз слепој и слабовидој особи, на језику корисника, емитује говорне информације о садржају монитора. Како исписују поруке на екрану монитор, истом динамиком генерише и звучне поруке. Такође корисник на захтев може добити информацију о садржају екрана.

## Тастатура
Познато је да се слепе и слабовиде особе користе Брајевом тастатуром, као посебни уређаји који им омогућавају да се Брајевом комбинацијом тастера уносе карактер у рачунар. Ова тастатура која се састоји од осам типки и размака, омогућила је унос компјутерским Брајевим ознакама.
Временом је побољшана механика и електроника стандардних тастатура за слепе и слабовиде особе, па се данас уз софтверски драјвер стандардна тастатура, издваја по жељи на 7 или 9 тастера, и тиме претвара у Брајеву. 

Захваљујући флексибилности софтверског драјвера слепа и/или слабовида особа може изабрати и издвојити тастере који јој ергономски највише одговарају. 

## Скенер
Појава  на тржишту, поред класичних скенера (уређаја који омогућавају да се већ одштампан текст, фотографије, цртежи, документи, књиге пребаце у радну меморију или на диск рачунара), намењених видећим особе, и OCR (optical character recognition) програма за скенере, омогућила је рачунару да се уз помоћ скенера трансформише у машину за читање штампаног текста. Тако ови скенери уз помоћ звучног излаза омогућавају слепој особи да чује и тако препозна текст на жељеном језику, а слабовидој да на монитору добије увећане карактере.
Од ОCR програма у Србији је актуелан FineReader 8.0.који има могућност да текст на слици или потпис конвертује у текст који може да се коригује у било ком текст едитору.

## Звучни излаз
Синтеза говора која је у свету почеле да се изучава независно од проблематике визуелно хендикепираних, успела је да установи основе фонетског описа већих светских језика. Најдаље се стигло са синтезом енглеског језика. У Србији је синтезе говора српског језика реализована у више верзија у оквиру програмског пакета BLAS.
У основи програмског пакета је звучна синтеза одређеног језика која уз помоћ за то развијене звучне картице и програмског драјвера омогућава да било која апликација за рачунар, у текстуалном режиму буде праћена говором на задатом језику. 
У сваком тренутку, захваљујући BLAS пакету, корисник може да захтева од рачунара говорне информације о садржају података на монитору уз помоћ два маркера:
- Први је стандардни PC маркер-курсор који стоји на месту где се подаци уносе.
- Други је звучно око које омогућава кориснику да се креће по монитору и чита садржај независно од положаја курсора.

Последњих година у Новом Саду је, на Катедри за телекомуникације и обраду сигнала Факултета техничких наука, под руководством професора Влада Делића, обављена синтеза говора на основу текста односно повезивањем унапред снимљених говорних сегмената (системи за конверзију текста у говор (енг. Text-to-speech – TTS), уз помоћ кога слепе особе могу да користе и актуелан „anReader синтетизатор говора”.

## Монитор
Mонитор је део стандардне рачунарске опреме преко кога се рачунар обраћа кориснику. Како слепе особе не могу да читају ове информације, он служи да видећа особа, која помаже слепом прати и коригује његов рад. 
Када су у питању слабовиде особе потребно је обратити нарочиту пажњу на квалитет монитора, да не би неопходна близина читања довела до даљег погоршања вида слабовиде особе.

## Брајев ред
Брајев ред је периферни додатак рачунару за слепе и слабововиде особе који омогућава кориснику да, зависно од тога са колико Брајевих ћелија располаже, контролише и на Брајевом писму чита толико слова или графичких знакова одједном. 
Како Брајев ред има ефекат адекватан читању са монитора, он служи слепој и слабововидој особи и као контрола звучног излаза. Његовом применом корисник рачунара има добар осећај поседовања оријентације при раду, и  контролу курсора са самог Брајевог дисплеја.

## Штампач
Штампач за хендикепиране особе у визуелном смислу има велики значај јер представља везу између слепог или слабовидог корисника са видећим. Штампач не само да омогућава штампање датотеке рачунара, већ и њихов приказ у облику који је доступан корисницима који немају рачунар. 
Преко штампача се добија исти радни резултат као и преко монитора, са разликом у начину на који се контролише рад рачунара. 
Такође штампач слепом и слабоводом кориснику омогућава да равноправно комуницира, са осталим особама, јер му обезбеђује штампану преписку у жељеном облику и жељеном писму, што је од значаја за приватну преписку или радни процес.
За разлику од класичних штампача постоје и ембосери или штампачи који су искључиво намењени штампању материјала на Брајевом писму. Они у зависности од квалитета, могу користити слепом и слабоводом кориснику како у кућној употреби тако и за издавање публикација.
За штампање на Брајевом писму уз помоћ штампача, користи се WinBreill едитор, врло једноставан за коришћење; који преводи, форматизује и аутоматски прилагођава текст ембосеру.